# Värmlands Folkblad
Värmlands Folkblad är en svensk dagstidning startad 1918 i Karlstad. Den utkommer i hela Värmland och är sedan 1936 en sexdagarstidning. Värmlands Folkblad var relativt tidiga med att lägga ut tidningen på nätet, vilket gjordes 1997.

## Historik
Tidningen grundades 1918 mer permanent, efter fyra (1903, 1906–1909, 1909–1910 och 1914) kortlivade försök.
Bland tidningens mer kända skribenter fanns Karl Fredriksson ("Nordens Karlsson"; 1922–1924), Ragnar Furbo (1912–1972; chefredaktör 1958–1972) och Rolf Alsing (redaktionschef 1983–1985).
VF ägdes fram till 2017 av Sveriges socialdemokratiska arbetarepartis lokalavdelning. I januari 2017 köptes tidningen av NWT-koncernen, som bland annat äger Nya Wermlandstidningen.
2015 var tidningens upplaga 14 800 exemplar.

## Inriktning
Tidningen betecknar sig som socialdemokratisk. Dess ansvarige utgivare är chefredaktören Morgan Schmidt.

## Bildgalleri

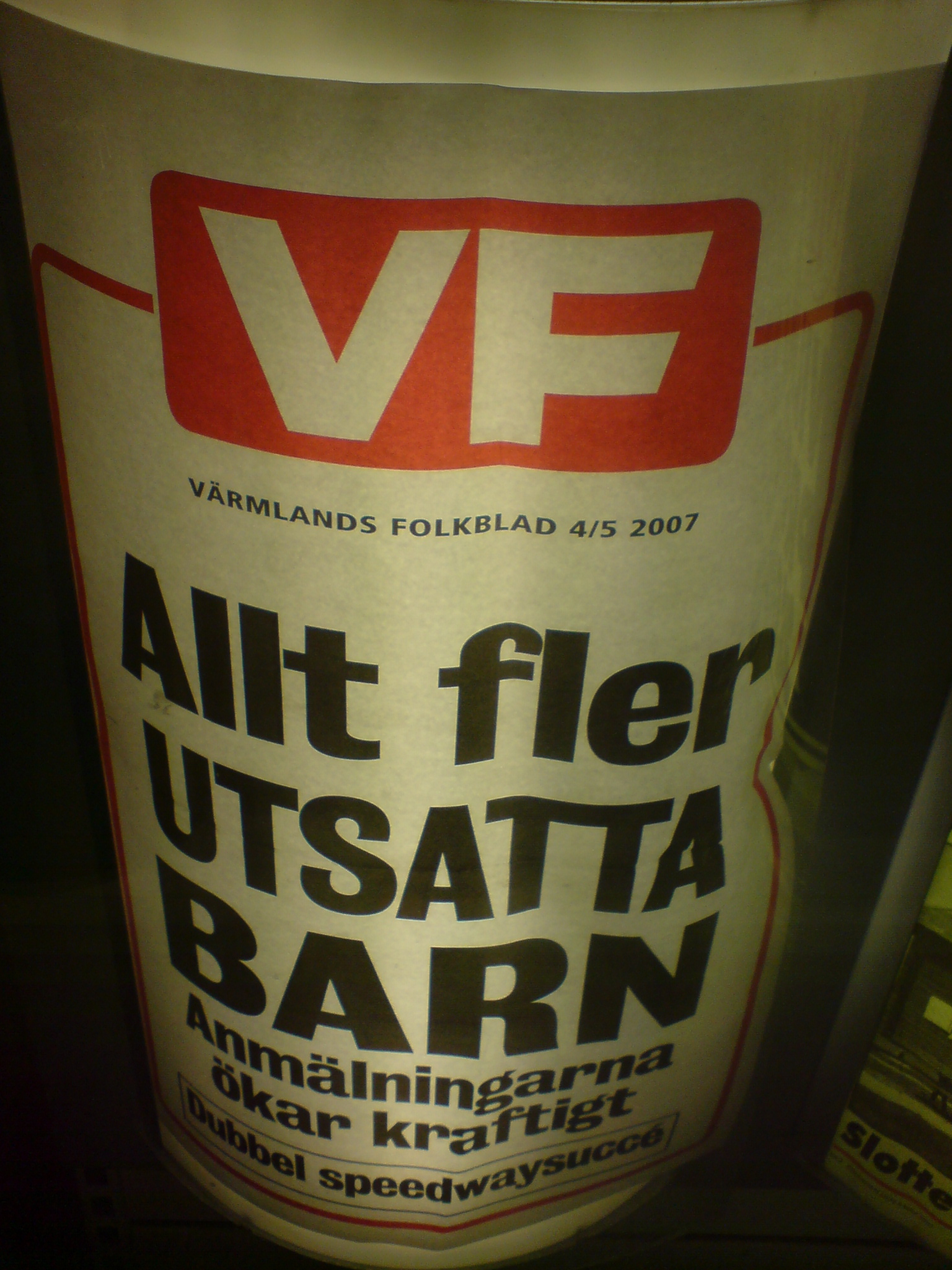
Löpsedeln 4 maj 2007.
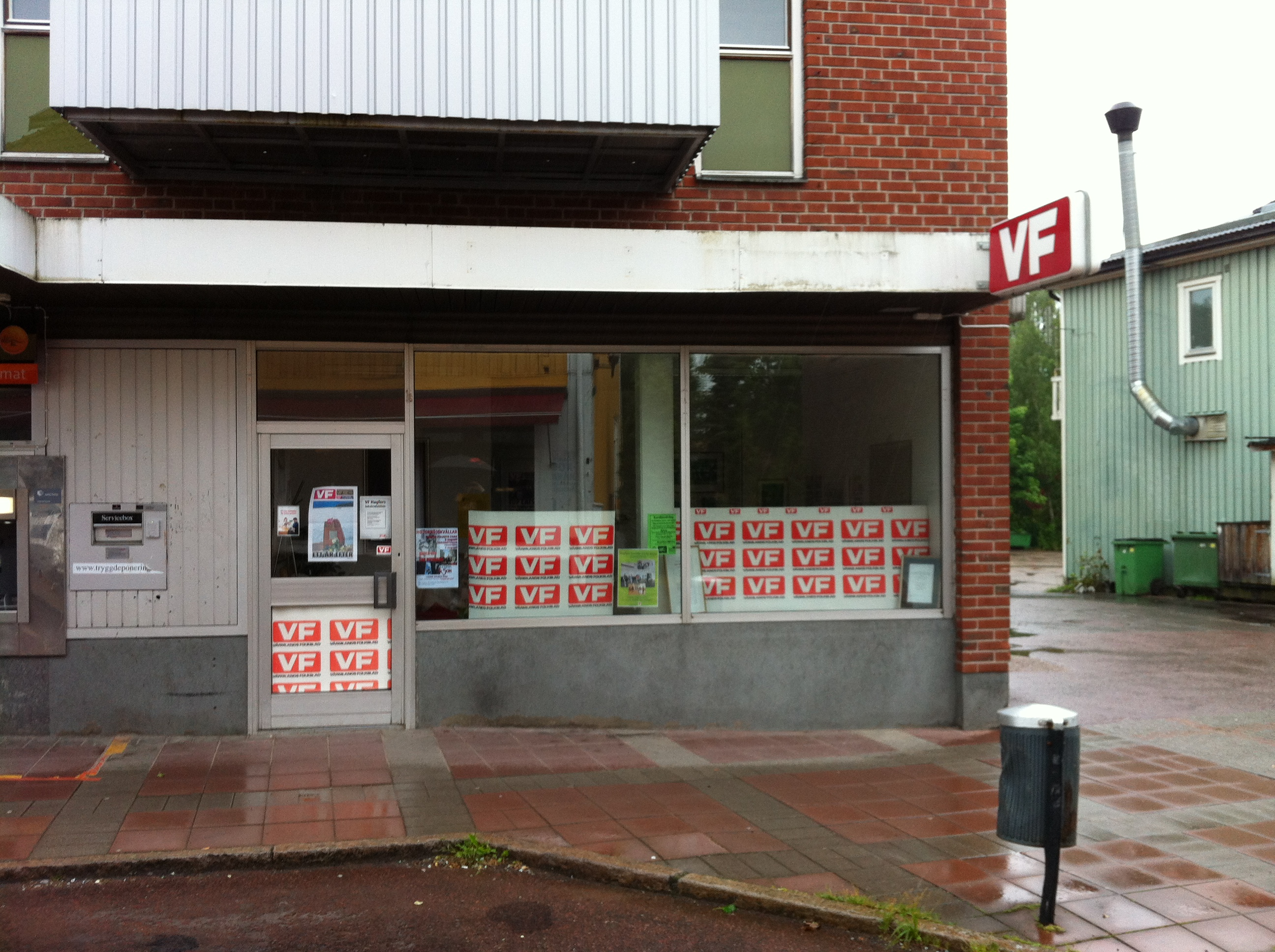
VF kontor i Hagfors.